# José Luis Ortiz Moreno
José Luis Ortiz Moreno (n. 1948) és un astrònom espanyol, de l'institut d'Astrofísica d'Andalusia, on dirigeix un grup d'investigació. Va ser Vice-director de Tecnologia en l'Observatori de Sierra Nevada.
El 29 de juliol de 2005, Ortiz va anunciar el descobriment al cinturó de Kuiper d'un objecte que provisionalment va ser catalogat com (136108) 2003 EL61. el 17 de setembre de 2008 se li va assignar el nom definitiu de Haumea.
Michael E. Brown i el seu equip de Caltech havien observat el mateix objecte i li van donar el nom de “Santa”. Brown inicialment va apujar a Ortiz i el seu equip, donant crèdit al seu descobriment, tanmateix al poc temps van sorgir diferències respecte a qui dels dos corresponia el descobriment, donat que Ortiz va tindre accés previ a les investigacions de Brown.
A pesar d'aquest accés, el equip espanyol ha repetit en diverses ocasions que aquest fet no va tindre cap influència en el descobriment.